# Ливанский международный университет в Мавритании
Ливанский международный университет в Мавритании (фр. L'université libanaise internationale en Mauritanie, англ. Lebanese International University of Mauritania) — частный университет в городе Нуакшот, Мавритания.

## История
Ливанский международный университет начал свою деятельность в Мавритании в 2008 году. Занятия в университете начались в октябре 2008 года. Ректор Абдеррахим Мурад.

## Расположение
Ливанский международный университет в Мавритании расположен в столице Мавритании городе Нуакшот на проспекте Гамаль Абдель Насер на юго-востоке от Президентского дворца, на северо западе от Джума-мечети.

## Учебные занятия
Университет состоит из пяти факультетов и двух центров:
- Центр языка и информатики
- Центр непрерывного образования и стратегических исследований
- Факультет науки и искусства
- Инженерный факультет
- Факультет образования и гуманитарных наук
- Факультет бизнеса и права
- Факультет фармации[3]